# Gasthaus zum goldenen Kreuz (Baden)

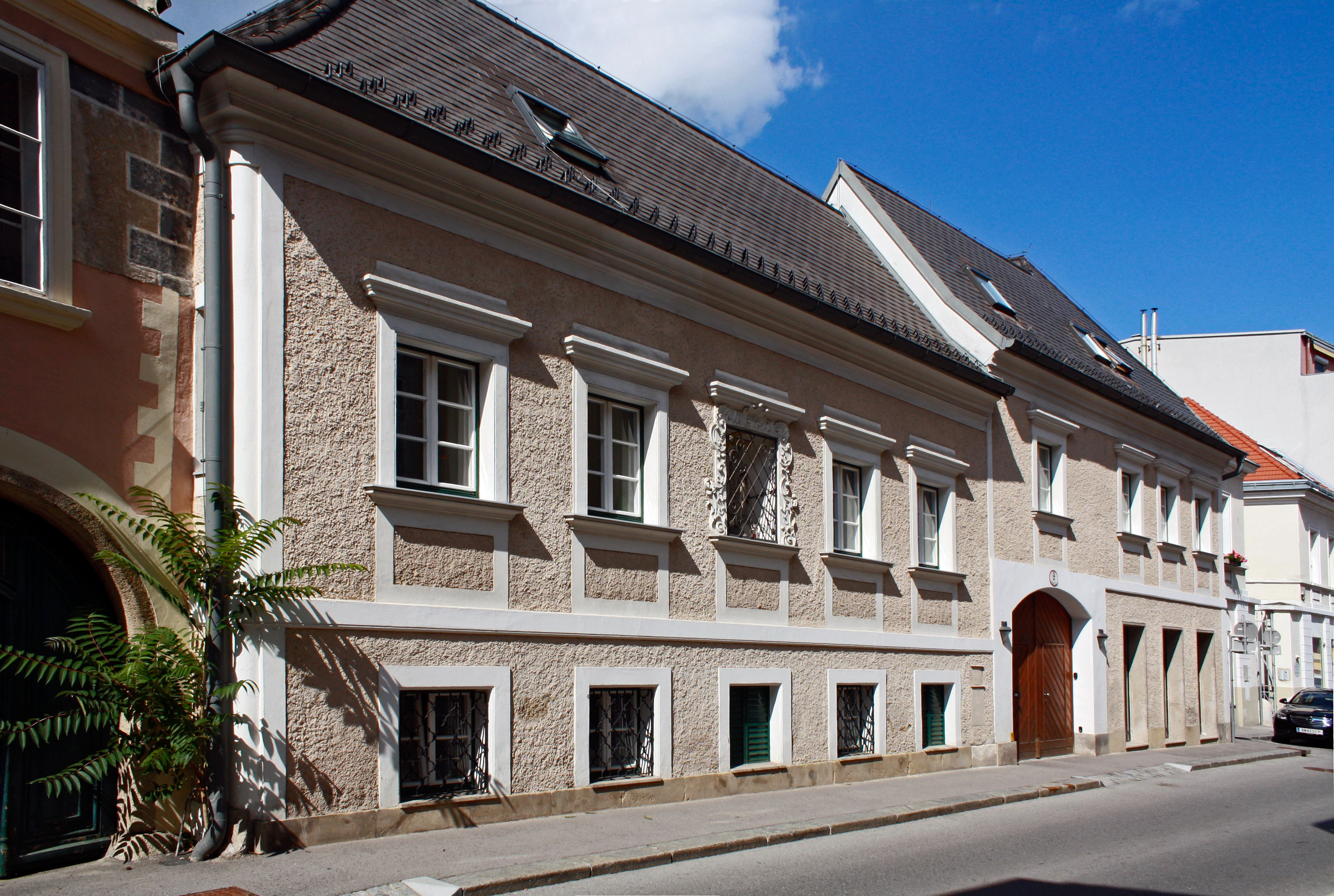
Gasthaus Zum goldenen Kreuz

Das Gasthaus zum goldenen Kreuz in der Stadt Baden in Niederösterreich stammt aus dem 16. Jahrhundert. Es steht unter Denkmalschutz (Listeneintrag).
Die Liegenschaft war im 18. Jahrhundert im Besitz von Anton Greiner, der noch bevor er 1758 städtischer Braumeister wurde, das Haus repräsentativ ausgestalten ließ. Um 1740 erhielten die Stuckdecken der drei Zimmer im ersten Stock anmutige Darstellungen der Verkündigung Mariens, der Geburt Christi sowie der Kreuzigung Christi (auf einem Weinstock). Die Motive sind elegant umrahmt mit Ranken- und Bandlwerk, Palmetten und Fächern. Die Kreuzigungsszene ist mit der datierenden Beischrift Antoni Greiner 1745 versehen. Greiner verzichtete in der Fassade auf ein Fenster und platzierte an dessen Stelle eine große, von reicher spätbarocker Stuckrahmung eingefasste Nische, in der eine etwas farbenfrohe, aber ausdrucksstarke Pietà aufgestellt wurde.
1805 befand sich im Haus eine Weinhandlung Schober, die ab 1818 Greiners Schwiegersohn, Felix Ulbricht, Besitzer einer Fabrik und mehrerer Häuser in Wien, weiterführte. Als 1847 Josef Kerschbaum Besitzer des Hauses wurde, richtete er hier ein Gasthaus ein. Dieses wurde 1872 erstmals Zum Goldenen Kreuz genannt und bestand bis in die 1970er Jahre.
Das im Kern aus dem 16. Jahrhundert stammende fünfachsige Barockhaus ist charakterisiert durch ein vermindertes Erdgeschoß, ein tief liegendes Kordongesims, schlichte Fensterrahmungen und gerade, aufwendig profilierte Fensterbekrönungen. Ebenfalls dem 16. Jahrhundert zuzurechnen ist die segmentbogenförmige Einfahrt, unregelmäßige Fensterachsen sowie die im Obergeschoß barocke Fensterrahmen aufweisende Bauteil.